# 弗倫奇萊克 (明尼蘇達州)
弗倫奇萊克（英語：French Lake）是位於美國明尼蘇達州賴特縣弗倫奇萊克鎮區的一個非建制地區。

## 地理
弗倫奇萊克所處的海拔為高於海平面323米（即1060英呎），而該地所採用的時區為UTC-6，即北美中部時區（CST）。同時該地設有夏令時間，為UTC-6調快一小時，即UTC-5（CDT）。